# Tlenoterapia

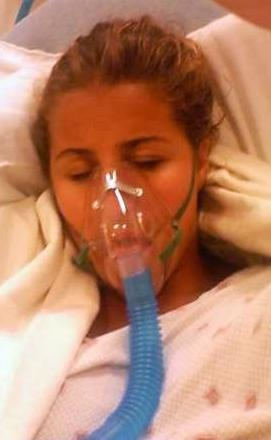
Pacjentka z założoną maską Venturiego.

Tlenoterapia – leczenie tlenem. Metoda terapeutyczna polegająca na wykorzystywaniu tlenu w leczeniu poprzez zwiększenie stężenia tlenu w powietrzu wdechowym.
Wszystkie komórki organizmu wymagają stałego dostarczania tlenu. Niektóre komórki, przede wszystkim neurony, są szczególnie wrażliwe na niedotlenienie. Przerwanie dostarczania tlenu do mózgu na ok. 5 minut prowadzi do nieodwracalnych zmian, a następnie do śmierci (znane są jednak przypadki, w których kilkunastominutowe niedotlenienie nie spowodowało uszkodzeń mózgu). Także przewlekła hipoksja może mieć istotne znaczenie patologiczne.
Z tego względu tlenoterapię wykorzystuje się w leczeniu chorób i stanów w których dochodzi do niedotlenienia tkanek. Zwykle są to stany ostre, gdzie natychmiastowe podanie tlenu ratuje życie lub jest istotnym składnikiem terapii. Wskazaniami do zastosowania tlenoterapii jest zatrucie tlenkiem węgla, asfiksja, nagłe zatrzymanie krążenia czy obrzęk płuc. Tlenoterapię stanów ostrych prowadzi się zwykle na oddziałach szpitalnych, niekiedy w połączeniu z intubacją dróg oddechowych. W leczeniu schorzeń charakteryzujących się przewlekłą, postępującą hipoksją (niewydolność oddechowa) często stosuje się tlenoterapię domową.
Tlen podaje się przez: cewnik nosowy, wąsy tlenowe, maskę twarzową, namiot tlenowy lub przy użyciu respiratora.
W określonych przypadkach stosuje się tlen pod zwiększonym ciśnieniem (tlenoterapia hiperbaryczna) przy użyciu komory hiperbarycznej.
W tlenoterapii normobarycznej (przy ciśnieniu atmosferycznym) i hiperbarycznej podaje się najczęściej 100% dawkę tlenu do wdychania, ale ze względu na jego potencjalną toksyczność, niekiedy rekomendowane jest stosowanie niższych stężeń, ciśnienia lub skracanie czasu trwania zabiegu.